# باول بيرنبوم
باول بيرنبوم (بالإنجليزية: Paul Birnbaum)‏ هو طبال أمريكي، ولد في 17 يوليو 1967 في بويسي في الولايات المتحدة.